# Allégories des cinq sens (Ribera)
Pour les articles homonymes, voir Les Cinq Sens (homonymie).

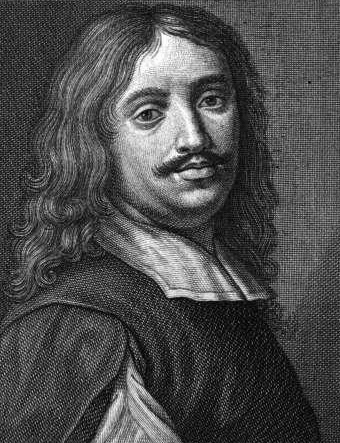
José de Ribera
Gravure du XVIIIe siècle

Les allégories des cinq sens désignent une série de tableaux peints au début du XVIIe siècle par le peintre espagnol José de Ribera. Seuls quatre d'entre eux sont encore identifiés, le cinquième (L'Ouïe) n'étant plus connu que par des copies.
Leur commanditaire est sans doute espagnol, d'après l'historien de l'art Giulio Mancini qui est contemporain de Ribera, même si la réalisation date probablement de l'époque où Ribera séjourne à Rome : Alfonso Pérez Sánchez estime qu'elle doit se situer entre 1611 et 1615.

## La série
Les quatre tableaux conservés décrivent les sens de l'odorat, du toucher, de la vue et du goût ; un cinquième décrit le sens de l'ouïe et n'est désormais connu que par des copies.

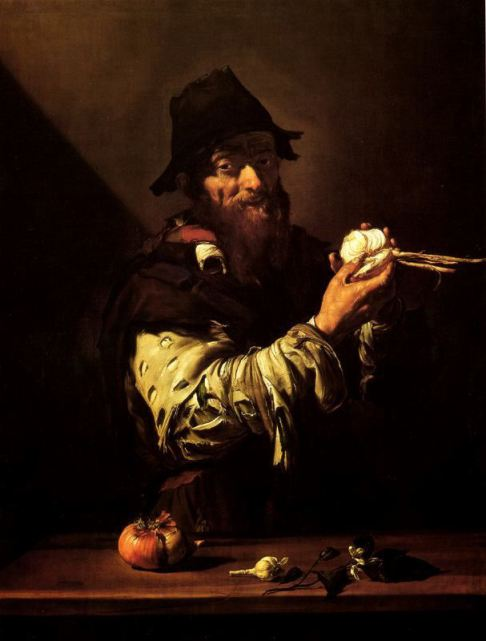
L'Odorat (115 × 88 cm), coll. privée.
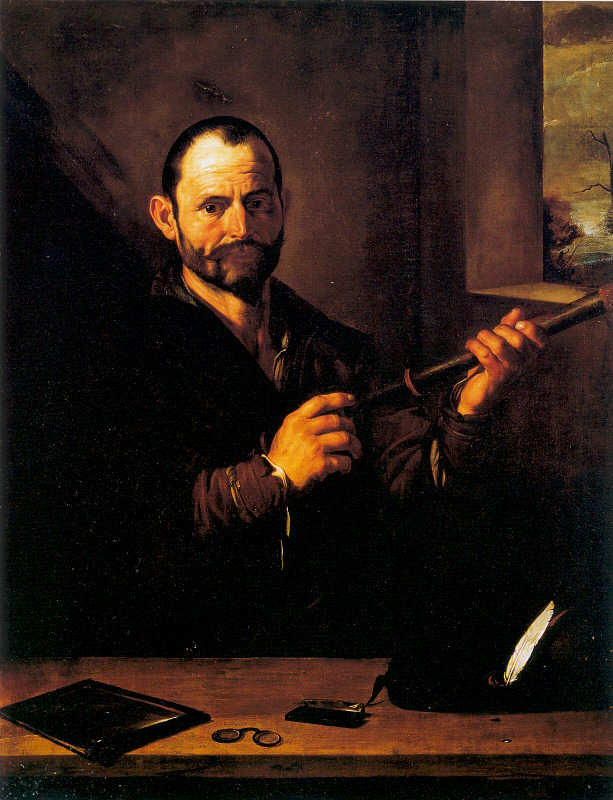
La Vue (114 × 89 cm), musée Franz Mayer, Mexico.
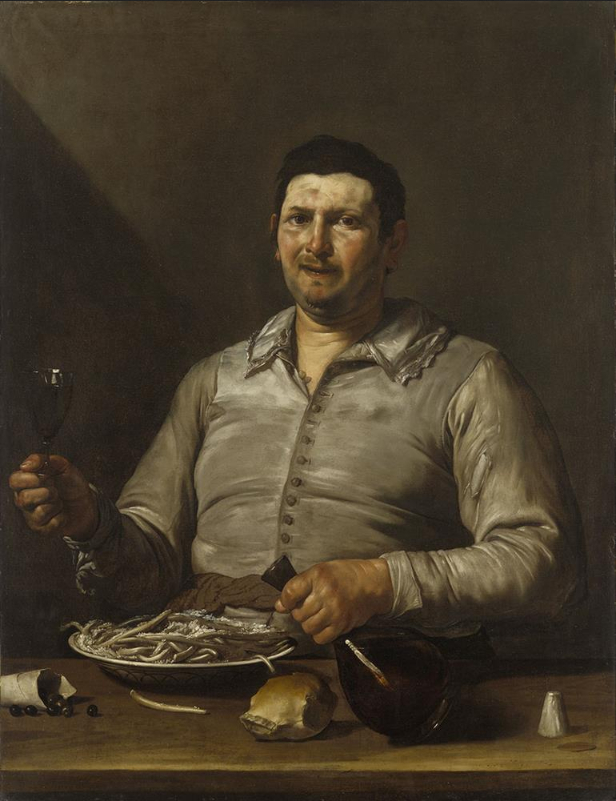
Le Goût (113,8 × 88,3 cm), musée Wadsworth Atheneum, Hartford (Connecticut).
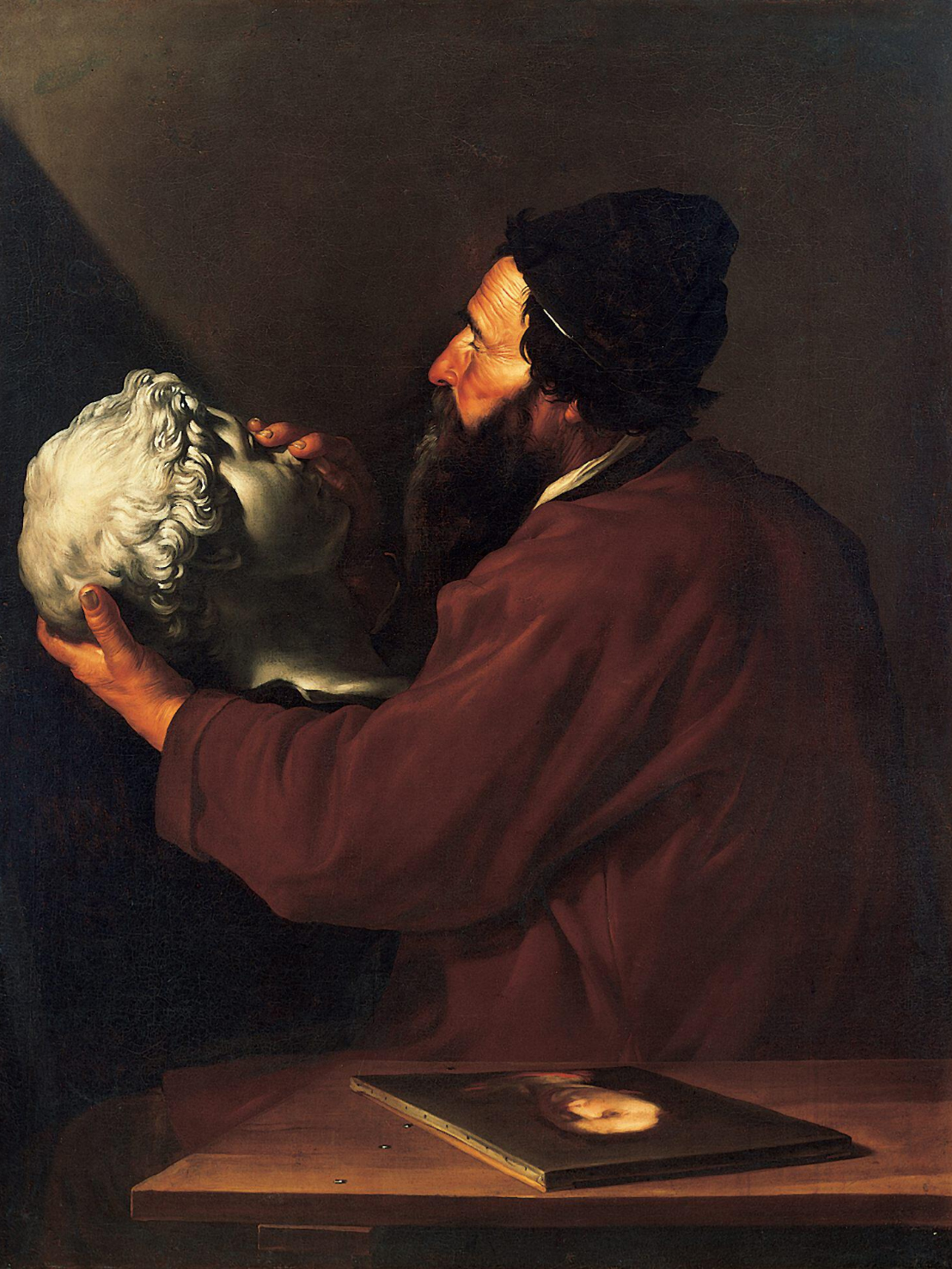
Le Toucher (116 × 88,3 cm), musée Norton Simon, Pasadena.